# Kokoro no Sakebi o Uta ni Shitemita / Love Take It All
Singles de °C-ute
Tokai no Hitorigurashi / Aitte Motto Zanshin
(2013) The Power / Kanashiki Heaven
(2014)
 Kokoro no Sakebi o Uta ni Shitemita / Love Take It All  (心の叫びを歌にしてみた/Love take it all) est le 24e single "major" et 30e single au total du groupe Cute.

## Présentation
Le single, écrit, composé et produit par Tsunku, sort le 5 mars 2014 au Japon sur le label zetima, quatre mois après le précédent single du groupe, Tokai no Hitorigurashi / Aitte Motto Zanshin. Comme lui, c'est un single "double face A", le troisième du groupe, contenant deux chansons principales (Kokoro no Sakebi o Uta ni Shitemita et Love Take It All) et leurs versions instrumentales. Il atteint la 2e place du classement des ventes hebdomadaire de l'oricon.
Il sort en deux éditions régulières notées "A" et "B", avec des pochettes différentes, ainsi qu'en trois éditions limitées notées "A", "B", et "C", avec des pochettes différentes et un DVD différent en supplément.
Les deux chansons figureront sur le prochain album du groupe, Cmaj9 qui sortira deux ans plus tard.

## Formation
Membres du groupe créditées sur le single :
- Maimi Yajima
- Saki Nakajima
- Airi Suzuki
- Chisato Okai
- Mai Hagiwara

## Liste des titres
CD
1. Kokoro no Sakebi o Uta ni Shitemita (心の叫びを歌にしてみた?)
2. Love Take It All (Love take it all?)
3. Kokoro no Sakebi o Uta ni Shitemita (Instrumental) (心の叫びを歌にしてみた...?)
4. Love Take It All (Instrumental) (Love take it all...?)

DVD de l'édition limitée A
1. Kokoro no Sakebi o Uta ni Shitemita (Music Video) (心の叫びを歌にしてみた...?)
2. Kokoro no Sakebi o Uta ni Shitemita (Jacket MV... Making & Off-shot...) (心の叫びを歌にしてみた（ジャケット・MV撮影メイキング&オフショット映像）?)

DVD de l'édition limitée B
1. Love Take It All (Music Video) (Love take it all...?)
2. Love Take It All (Jacket MV... Making & Off-shot...) (Love take it all（ジャケット・MV撮影メイキング&オフショット映像）?)

DVD de l'édition limitée C
1. Kokoro no Sakebi o Uta ni Shitemita (Dance Shot Ver.) (心の叫びを歌にしてみた...?)
2. Love Take It All (Dance Shot Ver.) (Love take it all...?)
3. Kokoro no Sakebi o Uta ni Shitemita (Street Ver.) (心の叫びを歌にしてみた...?)
4. Love Take It All (Close Up & Free Dance Ver.) (Love take it all...?)